# فرهادلی (آردانوچ)
فرهادلی (به ترکی استانبولی: Ferhatlı) یک منطقهٔ مسکونی در ترکیه است که در آردانوچ واقع شده‌است. فرهادلی ۵۹ نفر جمعیت دارد.